# Tudósok háza (Lviv)
A Tudósok háza (ukránul: Будинок вчених, magyar átírásban: Budinok vcsenih), 1939-ig Nemesi Kaszinó (lengyelül: Kasyno Szlacheckie) neobarokk épület Ukrajnában, Lviv belvárosában. A Lisztopadszkoho Csinu utcában, az Ivan Franko Egyetem szomszédságában található. A Fellner és Hellmer építésziroda építette Ferdinand Fellner és Hermann Helmes bécsi építészek tervei alapján 1897-1898-ban. Az épület az Ukrajnai Tudományos és Oktatási Dolgozók Szakszervezete lvivi területi szervezetének tulajdonában van. 1948-tól áll a lvivi tudományos és egyetemi élet szolgálatába, a helyi értelmiség egyik központi találkozóhelye és rendezvényhelyszíne.